# 木澤佐登志
木澤 佐登志（きざわ さとし、1988年 - ）は、ブロガー、文筆家。

## 経歴・人物
中央大学経済学部国際経済学科卒。
思想、ポップカルチャー、アングラカルチャー等を領域横断的に渉猟し、執筆をおこなう。「オルタナ右翼の源流ニック・ランドと新反動主義」（2018年8月24日）がネット上で注目を集めた。2019年に初の著書を刊行し、同年より『現代思想』や『ユリイカ』などに寄稿している。

## 著書

### 単著
- 『ダークウェブ・アンダーグラウンド――社会秩序を逸脱するネット暗部の住人たち』（イースト・プレス、2019年）
- 『ニック・ランドと新反動主義――現代世界を覆う〈ダーク〉な思想』（星海社［星海社新書］、発売：講談社、2019年）
- 『失われた未来を求めて』（大和書房、2022年）
- 『闇の精神史』（ハヤカワ新書、2023年）
- 『終わるまではすべてが永遠　ー崩壊を巡るいくつかの欠片ー』（青土社、2024年）

### 共著
- 『闇の自己啓発』（江永泉、ひでシス、役所暁共著、早川書房、2021年）

### 分担執筆等
- ニック・ランド著、五井健太郎訳『暗黒の啓蒙書』（講談社、2020年）
- 河合すみれ論　――ジュニアアイドルの＜3・11以後＞と＜政治＞
- 『現代思想』2024年8月号　特集「長期主義」――効果的利他主義と長期主義における密教的側面